# Kathy Toma
Pour les articles homonymes, voir Toma.
Kathy Toma née le 22 mars 1944 à Chambilly (Saône-et-Loire) est une artiste peintre plasticienne française, vivant à Paris et ayant passé l'essentiel de sa vie entre la France et l'Italie.  
Dans son travail, création et recherche vont de pair. Son amour pour l’art, la musique, la littérature et le théâtre, alimentent une grande partie de son œuvre, éminemment personnelle, où la Renaissance italienne,  le mythe et la science tiennent un rôle très important. Sa production artistique va de la fresque monumentale à de petites scénographies, au Théâtre d’Artiste et Spectacle/Performance. Son travail se déroule souvent en des cycles thématiques où intervient, à partir de 1979, un processus d’identification avec parfois la mise en scène de son propre corps, comme dans: Éros/Thanatos, Eurydice, Narcisse, La Dame à la Licorne, Héloïse et Abélard, la Madeleine de Georges de La Tour, Saint Georges et la Princesse, (Hommage à Pisanello) les Dioscures, les Anges des Annonciations, Les Musiciens de Carlo Gesualdo. Son langage pictural constitue la synthèse d'un langage "semi-figuratif" et de Body Art centré sur le mythe et la mémoire. Il fait appel à différents média qui intègrent la peinture classique au film super 8, à la photographie, à la vidéo, aux livres d’artiste, à la manipulation et à la transformation « d’objets trouvés » en sculptures ou en bijoux.

## Biographie
Elle passe son enfance et son adolescence à Strasbourg où, parallèlement à sa passion pour la peinture dès sa prime enfance, son cursus de lettres et d'histoire de l'art à l’université de Strasbourg (licences et diplôme d’études supérieures) se double d’études de chant et d’art dramatique au Conservatoire de Strasbourg. L’importance de la musique dans son œuvre plastique s'explique par la présence de sa mère, Gaby Meyer Schellenbach, pianiste, élève d’Yvonne Lefébure et du contexte musical très vivant à Strasbourg qui fait naître sous son crayon un véritable corpus de croquis d'audience et favorisera sa rencontre avec la musique de Carlo Gesualdo.
En 1969 elle s’établit à Paris après avoir passé deux années comme assistante de Français en Italie, où elle rédige son Diplôme d'Etudes Supérieures sur Michel-Ange sous le regard attentif de Charles de Tolnay à qui Louis Grodecki l’avait adressée.
En 1974, elle obtient son  doctorat d’histoire de l’art à la Sorbonne, tout en dessinant, peignant et réalisant des maquettes de théâtre qu’elle présente à Suzanne Lalique à la Comédie Française. Son désir de partager son amour pour l’art la porte également à effectuer des activités d’enseignement et de médiation en tant que conférencière au Centre national d'art et de culture Georges-Pompidou, à Paris de 1977 à 2009, puis accessoirement, de 2010 à 2012, comme professeur d’histoire de l’art animant des ateliers d’arts plastiques à Université Abou Bekr Belkaid de Tlemcen et de 1975 à 1979, au Centre Culturel Jean Arp de Clamart, ou aux cours d’été pour étrangers à l’Université de Strasbourg de 1966 à 1968.

### Autour de Carlo Gesualdo

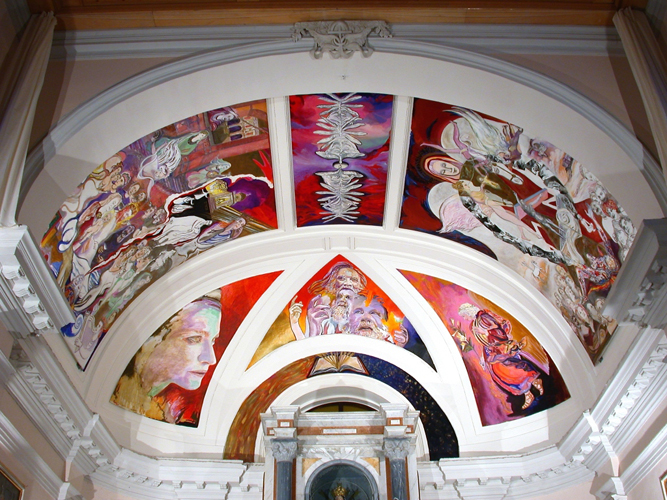
L'Eglise de l'Addolorata à Gesualdo

Bouleversée par la découverte de la musique de Carlo Gesualdo, Prince de Venosa et de sa vie tragique, Kathy va lui consacrer plus de vingt ans de création et de recherche.
En 1987, lorsqu’elle entreprend ce travail, ce grand compositeur n’est connu que de très peu de spécialistes et il n’existe que peu de documents sur lui: dans la majorité des ouvrages de la fin du xxème siècle, à part celui de Glenn Watkins,  l'oeuvre musicale du compositeur a été occultée au profit du "musicien assassin". Kathy va donc contribuer à créer des synergies nouvelles et à élever le thème du Prince de Venosa à la hauteur du mythe en réalisant un hommage au Musicorum Princeps avec ses peintures pour la Voûte de l’Eglise de l’Addolorata de la ville de Gesualdo dont l'inauguration, en 2002, a lieu en présence du musicologue américain Glenn Watkins,  L’artiste a fait don de son œuvre aux gesualdiens. La citoyenneté d’honneur de la ville de Gesualdo lui a été conférée à cette occasion.
Cette réalisation monumentale a été précédée, de 1987 à 1990, par la réalisation d’un cycle de peintures dédié au Prince de Venosa intitulé Trames iconiques d’une Résurrection exposé en France de 1990 à 1991,  puis en Italie de 2000 à 2001, et par de nombreuses autres créations:  livre d’artiste, film d’artiste, performance photographique où elle s'identifie aux musiciens et à la femme assassinée de Gesualdo, scénographies. Son spectacle/concert Hommage à Gesualdo est représenté à Avellino, Naples et Gesualdo, en 2001 et 2002, avec l’Ensemble Vocale di Napoli, une vidéo se déroulant sur trois écrans, qu'elle transformera ensuite en une installation autonome: Le Retable du Prince de Venosa, en 2002, présentée dans l’exposition Enfer ou Ciel, qu’importe, Le Vesti del Sogno- Palazzo Massari - PAC, à Ferrare, en 2004. Pour cette nouvelle version, au lieu de faire appel à des chanteurs "in vivo", Kathy a réalisé une bande sonore originale. Indissolublement lié à sa création «gesualdienne», elle poursuit un travail de recherche sur le Prince de Venosa donnant lieu à des publications et à des conférences.

### Enigma Primordiale, Dôme de Milan et MGH de Harvard

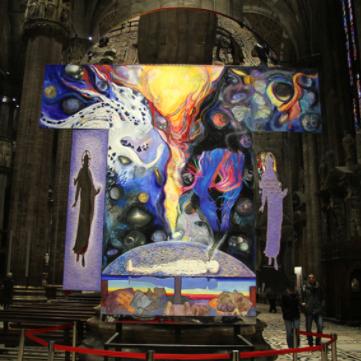
Enigma Primordiale

L’année 2015 voit l’inauguration du polyptyque monumental Enigma Primordiale réalisé par l’artiste à la demande de la Veneranda fabbrica del Duomo di Milano et exposé au dôme de Milan, dans le cadre de l'Exposition universelle de 2015.
Cette œuvre aux dimensions imposantes (440 x 400 x 50 cm) où convergent art et science sera exposée ensuite dans la Chapelle Palatine de San Gottardo in Corte à Milan récemment restaurée. Elle comporte une image scientifique de la représentation des connexions neuronales de la matière blanche du cerveau  (Human Connectome Project) qui symbolise l’Arbre de la Connaissance. C’est ce qui a conduit le professeur Bruce Rosen à demander à Kathy de réaliser une réplique d'Enigma Primordiale de plus petit format pour la Galerie du MGH à Harvard, inaugurée par une conférence de l’artiste le 9 novembre 2016. Son polyptyque fait également clairement référence à la Résurrection du Retable d'Issenheim de Matthias Grünewald.

## Zoom sur l'œuvre et les expositions

### Evolution d’une élaboration "Semi-Figurative" de structures humaines dans l'espace à la notion de trace - (1966-1978)
Convergences, divergences et mouvements ascensionnels à travers le cosmos, conjuguent, en une écriture automatique de drippings, les influences des écrits de Teilhard de Chardin  sur l’Apparition de l’homme aux découvertes des Quasars sur ses toiles. La trace primordiale apparaît ensuite avec l’expérience du Body Art et de la performance que l’artiste va pouvoir confirmer grâce au stage de Gina Pane en 1978 au Centre Pompidou  auquel elle participe. L'utilisation de la photographie et de la vidéo s'imposent dans son travail.

### Passage de la trace à l’empreinte - Performances -  (1978-1981)
Le corps devient écriture et signe  pour ensuite redécouvrir le mythe à travers sa gestuelle, le corps devient sujet et objet de l'oeuvre à travers des performances: 
- 1979: La quête d’Euridyce, Lieu-Dit, Paris; Galleria Inquadrature 33[17], Florence
- 1980: Eros et Thanatos I, Biennale de Paris, Musée d'Art Moderne de la Ville de Paris; Espaces Libres, A.R.C. Musée d'Art Moderne de la Ville de Paris (vidéo)
- 1981: Eros et Thanatos II[18], Teatro Metastasio, Prato (Italie); Narciso... Narciso, Firenze Estate, Florence; Narciso...Narciso II,  teatro d'Artista, Centre Pompidou, Paris; Winterreise, Galleria Il Mercante, Milan
- 1981: Le corps, mémoire du Mythe[19] dialogue du corps avec la sculpture et l’architecture
- 1999: Le Mythe retrouvé, Maison de la Grèce, Paris. Exposition de photographies réalisées en collaboration avec F.T.Violaf

### Les grands cycles, identifications et environnements - Expositions - (1983-2019)

#### 1983-1985: DeLa Dame à la LicorneàHéloïse et Abélard.

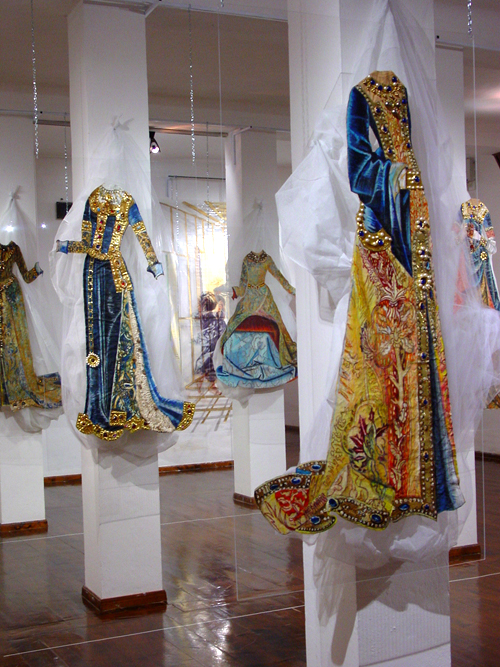
Dame à la licorne - Ferrare 2004

- 1983 : Empreintes Retrouvées: le Mystère de la Dame à la Licorne, Le Globe, Nantes; La Trame du Sixième Sens ou le Mystère de la Dame à la Licorne, Lille
- 1984 : Oggetto d'Amore - Héloïse et Abélard-, Castel dell’ Ovo, Naples (Italie)
- 1985 : De la Dame… à la Licorne E.N.A.D, Aubusson

#### 1985-1997: Hommage à Pisanello, à la Madeleine de La Tour et au mythe des Dioscures
- 1986-1989 : Autour de la Madeleine de La Tour (Tableau vivant), Ocre d’Art, Châteauroux, 1989 (Lexiques Photolangages)
- 1987 : I Dioscuri : sept toiles libres évoquant les Dioscures, deux frères mythiques dont l'un est immortel et l'autre non
- 1996 : Hommage à Pisanello, Saint Georges et la Princesse, Corps du Mythe, Galerie Suisse, Strasbourg
- 1997 : Pisanelliana, Hommage à Pisanello, Banca Popolare di Milano, Florence

#### 1989-2004: Hommage à Gesualdo
- 1990 : Trames Iconiques d’une Résurrection, Gargilesse-Dampierre (exposition et film d’artiste)
- 1991 : Hommage à Gesualdo, Eglise des Dominicains, l’Art dans tous ses états - Guebwiller
- 2000 : Carlo Gesualdo Musicorum Princeps, Institut français de Naples
- 2001 : Carlo Gesualdo Musicorum Princeps, Museo Irpino, Avellino
- 2002 : Voûte et abside de l’Addolorata de Gesualdo

#### 1993-2006:Les Anges des Annonciations, Hommage à Bartolomeo Veneto
- 2004 : Enfer ou Ciel, Qu’importe - Le vesti del sogno, Palazzo Massari, PAC (Ferrare)
- 2005 : Art Total, Galerie La Rotonde, Yvon Birster, (Paris)
- 2006 : Hommage à Bartolomeo Veneto ; Labirinto, Mito, Edificio, Danza, Sant’Agostino (Ferrare)

#### 2015-2019: Enigma Primordiale
- 2015-2016: Enigma Primordiale - Il mistero delle Origini, Duomo di Milano, Exposition universelle de 2015, Milano; San Gottardo in corte, Milano;  MGH Gallery, Harvard
- 2019: Enigma Primordiale and Jewels of the Medici, Château de Konopiště, (République Tchèque)

### Filmographie
- 1979 : Visage-Vitre (performance) Galleria Inquadrature 33 Florence, Italie (Film super 8; transfert vidéo) La Quête d'Eurydice (performance) Le Lieu-Dit, Paris (Film Super 8 ; Transfert vidéo : "Eros/Thanatos") In Morte Di Euridice (Film d'artiste, super 8)
- 1980 : Eros et Thanatos I (performance) Biennale de Paris, Musée d'Art Moderne de la Ville de Paris
- 1983 : Winterreise II (performance) Musée des Beaux-Arts, Valence, dans le cadre du cycle sur l'Art Corporel
- 1979/198 : Collaboration avec l'Officina del Raptus, créée par Emmanuele Mennitti Paraito, Florence : Les Argonautes ont perdu Ulysse ; Icare et les Labyrinthes (Chantiers internationaux de Montepulciano, Italie) ; En attendant Chessman (Firenze Estate)
- 1990 : Trames Iconiques d'une Résurrection (Vidéo sonore)
- 2002 : Le Retable du Prince de Venosa, projection sonore de trois DVD (Avant-première à la Galerie La Rotonde, Paris - Le sentiment du Sacré dans  l’art contemporain - version VHS, 2003)
- 2004 : Le Retable du Prince de Venosa, Installation vidéo sonore dans l’exposition « Enfer ou Ciel, Qu’importe ! » Palazzo Massari (PAC, Ferrare)
- 2015 : Enigma Primordiale - il mistero delle origini, vidéo de Massimiliano Camaiti[20] sur l’œuvre de Kathy Toma

## Autres réalisations

### Bijoux
À partir de 1983, Kathy Toma propose des créations et reconstitutions d’après des modèles de la Renaissance. Notamment des colliers, pendentifs et ceintures inspirés par le thème de La Dame à la Licorne et par les bijoux répertoriés dans les archives de la famille Gesualdo voient le jour, dans le but de faire ressurgir un monde disparu. Ceux-ci, après avoir été retenus par Bernardo Bertolucci pour son projet de film sur Gesualdo (2007) qui malheureusement ne verra pas le jour, attirent l'attention de la production Lux Vide pour la RAI qui propose à l'artiste d'en élaborer une collection pour la Série « I Medici -the Masters of Florence » réalisée par Sergio Mimica- Gezzan, (trois Saisons) de 2016 à 2019 de même que pour le film Leonardo qui comporte huit épisodes, produit par Lux Vide et Rai Fiction en 2021.

### Affiches et Logos
- 1974 : Affiche du Centre Debussy de Saint-Germain-en-Laye
- 1985 : Sederma
- 2000 : Yvonne Lefébure
- 2007 : Nano4Drugs

### Décors de théâtre & costumes
- 1974 : Festival de Montrouge

### Illustrations
- 1961 : Illustrations[24] pour Le Grand Meaulnes d’Alain-Fournier[25]
- 1974-1975 : Dessins des portraits de 40 compositeurs latins ayant servi d'illustration au livre du musicologue Fred Goldbeck   Editions Weidenfeld & Nicolson, Londres
- 1996 : Illustrations du livre de poèmes d'Hélène Goustille-Reinhart "Raconte O Mon Alsace éd. Do Bentzinger
- 1997 : La Chanson du Mal-aimé de Guillaume Apollinaire
- 2020 : Froidure, Recueil de Poèmes d’Olivier Dhénin[26]

### Publications, collaboration à des catalogues et traductions
- 1975 : La tête de feuilles gothique[27]
- 1975 : Traductions (français/italien) de divers catalogues d’art.
- 1975 : Traduction de la pièce Utopia[28] de Luca Ronconi, Paris.
- 1998 : Collaboration à: Les Années Supports / Surfaces dans les collections du  Centre Georges Pompidou, Paris - Chronologie
- 2005 : Ricerca di una musica al di là del suono, Il Madrigale, suppl. Economia 2000, Atripalda
- 2008 : Essendoti Sposa Devotissima ..., Livre d’artiste illustré par l’auteur
- 2008 : Una Principessa d’Este dimenticata dalla storia, Il Madrigale, ed. Speciale V, p. 30-31
- 2009 : Gesualdo da Venosa Fasti dimenticati di un Principe del Rinascimento[29]

### Participation à des colloques-conférences
- 2008 : Gesualdo e Ferrara due città un solo principe,  Ferrare, Italie[30]
- 2009 : Leonora d’Este, una principessa dimenticata dalla Storia, Istituto Italiano di Cultura, Cracovie[31]
- 2010 : The Expression of Pain in Art: Carlo Gesualdo “Musicorum Princeps - Doloris Princeps”, Naples Pain Conference, Pio Monte della Misericordia, Naples[32]
- 2013 : Poichè sibbene sono bruttissima - Diario immaginario di Leonora d’Este, Principessa di Venosa, Festival Gesualdo, Milan[33]
- 2013 : A Casa di Gesualdo, Pinacoteca nazionale, Palazzo dei Diamanti, Ferrare.
- 2014 : Esiste“L’Arte delle Donne”?[34], Museo Archeologico Nazionale di Ferrara[35]
- 2017 : Carlo Gesualdo-The Prince-The Armour-The Music- Sources of Inspiration for a Contemporary Artist, Château de Konopiště.
- 2018 : I Gioielli dei Medici, Rotary club, Mendrisio[36]
- 2018 : I miei gioielli per I Medici, Workshop pour les étudiants des Manifatture Digitali di Prato[37]invitée par Alessandro Lai (it)
- 2019 : A Florentine evening at Konopiste; Jewels of the Medici Series , Château de Konopiste
- 2019 : Des Bijoux des Gesualdo aux  Bijoux des Médicis (Auditorium du Musée des Beaux-Arts, Orléans) Association Dante Alighieri[38]